# Si le vent tombe
Si le vent tombe (armeni: Երբ որ քամին հանդարտվի Yerb vor k’amin handartvi) és una pel·lícula dramàtica armenio-belga-francesa del 2020 dirigida per Nora Martirosyan i protagonitzada per Grégoire Colin i Hayk Bakhryan. La pel·lícula va ser produïda per Sister Productions a França, Kwassa Films a Bèlgica i Aneva a Armènia. La pel·lícula va ser seleccionada per al 73è Festival Internacional de Cinema de Canes. La pel·lícula es va projectar al Festival de Cinema Francòfon d'Angulema de 2020. La pel·lícula es va projectar com a part de Industry Selects al Festival Internacional de Cinema de Torondo de 2020. També fou projectada com a part de la competició del Tokyo Filmex de 2020. També va ser seleccionada com a entrada armenia per al Millor Pel·lícula Internacional als Premis Oscar de 2021.

## Argument
Alain és un auditor s'encarrega d'avaluar si l'Aeroport de Stepanakert a la petita i separatista República d'Artsakh al Caucas compleix els estàndards internacionals d'aviació. Es troba connectant amb un noi local jove per ajudar el territori aïllat a obrir-se al món exterior.

## Repartiment
- Grégoire Colin : Alain
- Hayk Bakhryan : Edgar
- Arman Navasardyan : Seirane
- David Hakobyan : Korune
- Vartan Petrossian : Armen
- Narine Grigoryan : Kariné